# Cultura de Cartum Neolítico
A cultura de Cartum Neolítico desenvolveu-se entre 4000-3 000 a.C. em uma porção de sítios localizados no Sudão Central. Em cemitérios como Kadero I foram identificadas evidências (quantidade de espólio tumular nos jazigos e localização dos túmulos mais ricos) de estratificação social; figurinhas femininas e sacrifícios humanos são inovações importantes; crianças foram sepultadas em vasos foram dos cemitérios. A economia era baseada na caça (búfalos, hipopótamos, girafas, antílopes, lebres, crocodilos, tartarugas, mangustos, vervets, chacais, gatos selvagens, facoceros, leões e bubalinas), pesca (tilápias, clarias, percas, Synodontis e moluscos), coleta (Acacia sp., Celtis integrifolia, Elaeis guineensis, Hyphenaena thebacia, Ziziphus sp., Citrullus sp., Urochloa panicoides, Setaria sp., Sorghum verticilliflorum, S. bicolor ssp.) e criação animal (ovinos e caprinos).
A indústria lítica (baseada em rochas pré-cambrianas, seixos do Nilo, quartzo, quartzito, riólito, arenito, sílex e madeira petrificada) têm como principais formas os lunados, raspadores (laterais e finais), gravadores, goivas, lâminas, lamelas, entalhes, denticulados, furadores, lascas parcialmente retocadas, crescentes, buris, martelos, mós, machados, cabeças de clava, segmentos, celtas e pedras de chão; amoladores, pilões e paletas também foram identificados. Arpões, celtas, anzóis, facas, pentes curvados, agulhas, furadores, plugues nasais e labiais e contas foram produzidos com osso, assim como anéis de marfim e contas de cornalina. A cerâmica era suavizada ou polida, temperada (quartzo e plantas) e decorada (linhas retas incisas, utensílios triangulares impressos, linhas retas pontilhadas, ziguezagues e impressões lineares); principalmente é formada por vasos globulares com a boca aberta e o fundo arredondado; exemplos de cerâmica vermelha com parte superior preta são evidentes.